# Joachim Gottschalk
Joachim Gottschalk (Calau, 10 aprile 1904 – Berlino, 6 novembre 1941) è stato un attore tedesco.

## Biografia
Dopo aver concluso gli studi liceali e aver lavorato tre anni in una nave mercantile, frequentò una scuola di recitazione a Berlino e iniziò a lavorare in teatro, dove si fece un nome grazie agli ingaggi al Teatro Altes di Lipsia e al
Main's Städtische Bühne di Francoforte sul Meno.
Nella seconda metà degli anni '30 divenne una stella cinematografica grazie a una serie di film in cui ricopriva il ruolo di eroe senza macchia e in cui recitava spesso al fianco della star Brigitte Horney.
Sposato con l'attrice ebrea Meta Wolff, nel 1941 gli fu comunicato che moglie e figlio sarebbero stati condotti nel campo di concentramento di Theresienstadt; dopo avere infruttuosamente tentato di ottenere un visto che gli permettesse di seguire la famiglia, Gottschalk si suicidò insieme a moglie e figlio il giorno previsto per la deportazione. La sua morte non fu mai resa nota se non dopo la fine della seconda guerra mondiale.
La sua vita fu il soggetto di una novella di Hans Schweikart (già suo regista nel 1940), Es wird schon nicht so schlimm, e di un film di Kurt Maetzig, Ehe im Schatten. Nel 1999 la sua tomba è stata dichiarata monumento nazionale.

## Filmografia
- 1938: Du und ich, regia di Wolfgang Liebeneiner
- 1939: Incendio a Damasco, regia di Gustav Ucicky
- 1939: Notte romantica, regia di Viktor Tourjansky
- 1939: Flucht ins Dunkel, regia di Arthur Maria Rabenalt
- 1940: Per tutta una vita, regia di Gustav Ucicky
- 1940: Das Mädchen von Fanö, regia di Hans Schweikart
- 1941: Due amori, regia di Peter Paul Brauer